# Vila Verde (Mirandela)
Vila Verde is een plaats (freguesia) in de Portugese gemeente Mirandela en telt 100 inwoners (2001).